# Nadleśnictwo Wałcz
Nadleśnictwo Wałcz – nadleśnictwo, położone w województwie wielkopolskim i zachodniopomorskim, na terenie Regionalnej Dyrekcji Lasów Państwowych w Pile. Nadleśnictwo jest jedno obrębowe. Posiada powierzchnię: 11 312,02 ha.

## Leśnictwa

### Obręb Wałcz
- Iłowiec
- Rudki
- Rudnica
- Golce
- Pluskota
- Nakielno
- Strączno
- Międzyrzecze

## Ochrona przyrody
- Glinki, rezerwat leśny
- Golcowe Bagno, rezerwat torfowiskowy

- Jezioro Wielki Bytyń PLH320011, obszar Natura 2000
- Puszcza nad Gwdą PLB300012, obszar Natura 2000[1]